# فين تايلور
فين تايلور (بالإنجليزية: Finn Taylor)‏ هو كاتب سيناريو ومخرج أمريكي، ولد في 4 يوليو 1958 في أوكلاند في الولايات المتحدة.

## وصلات خارجية
- فين تايلور على موقع IMDb (الإنجليزية)
- فين تايلور على موقع ألو سيني (الفرنسية)
- فين تايلور على موقع أول موفي (الإنجليزية)
- فين تايلور على موقع قاعدة بيانات الأفلام السويدية (السويدية)
- فين تايلور على موقع قاعدة بيانات الفيلم (الإنجليزية)
- فين تايلور على موقع كينوبويسك (الروسية)